# Resorts World Arena
Die Resorts World Arena ist eine Mehrzweckhalle am Ostrand der englischen Stadt Birmingham, Vereinigtes Königreich. In der Halle werden hauptsächlich Konzerte veranstaltet. Die Veranstaltungsstätte liegt acht Meilen (rund 13 km) vom Stadtzentrum entfernt, ist aber verkehrsgünstig unweit der Autobahn M42, dem Birmingham Airport und dem Bahnhof Birmingham International gelegen.

## Geschichte
Die Resorts World Arena ist Teil des Kongresszentrums National Exhibition Centre (NEC) und wurde 1980 als NEC Arena offiziell eröffnet. Der Eigentümer ist die NEC Group, die u. a. auch Besitzer des NEC, der Utilita Arena Birmingham und des International Convention Centre ist. Zum Zeitpunkt der Einweihung war die NEC Arena die größte Veranstaltungshalle im Königreich. Heute ist sie mit 15.685 Plätzen, nach der Manchester Arena (21.000 Plätze), der O₂ Arena in London (20.000 Plätze) und der Barclaycard Arena (15.800 Plätze), die viertgrößte Veranstaltungsarena des Inselstaates.
Nach über 40 Jahren wechselte das Reitturnier Horse of the Year Show 2002 von der Londoner Wembley Arena in die NEC Arena. Zwischen 2008 und 2009 wurde die Konzertarena für 29 Mio. £ modernisiert. Mit der Renovierung wurde das südkoreanische Unternehmen LG Electronics Namenssponsor der NEC Arena. Im November 2014 gab die NEC Group die Namensänderung der Arena bekannt. Der neue Namenssponsor ist die malaysische Genting Group. Die Umbenennung fand im Januar 2015 statt.
Am 19. Dezember 2010 wurde in der LG Arena die Wahl der BBC Sports Personality of the Year durchgeführt. Zum klaren Sieger der jährlich vor der BBC organisierten Publikumswahl wurde der nordirische Jockey Tony McCoy mit 293.152 Stimmen (41,98 %) vor dem englischen Dartspieler Phil Taylor mit 72.095 Stimmen (10,33 %) und der englischen Siebenkämpferin Jessica Ennis mit 62.953 (9,02 %). Am 18. Dezember 2016 fand in der Halle ein zweites Mal die Sportler-Wahl statt. Es gewann zum dritten Mal der schottische Tennisspieler Andy Murray mit 247.419 Stimmen (33,1 %) vor dem englischen Triathlet Alistair Brownlee mit 121.665 Stimmen (16,3 %) und dem englischen Springreiter Nick Skelton mit 109.197 Stimmen (14,6 %).
Über die Jahre traten viele nationale wie internationale Künstler sowie Bands in der Konzertarena auf. Des Weiteren finden u. a. auch Familienshows wie Disney on Ice, der Cirque du Soleil, The X Factor Live Tour, WWE SmackDown, Freestyle Motocross oder Stand-up-Comedyauftritte von Ricky Gervais, Al Murray, Michael McIntyre und Peter Kay finden statt.
Die Commonwealth Games 2022 wurden im Dezember 2017 an Birmingham vergeben. Die Genting Arena sollte als Austragungsort der Wettkämpfe im Badminton fungieren. Im Juni 2020 kündigte die NEC Group an, dass die geplante Erweiterung auf 21.600 Plätze nicht bis zu den Commonwealth Games umgesetzt wird und zu einem späteren Zeitpunkt verwirklicht werden soll.
Ende September 2018 gab die NEC Group bekannt, dass die Genting Arena ab dem 3. Dezember des Jahres in „Resorts World Arena“ umbenannt wird. Genting UK ist aber weiterhin Sponsor der Halle geblieben. Der Grund für den neuen Namen ist das vor drei Jahren eröffnete Erholungs- und Unterhaltungszentrum „Resorts World Birmingham“ gegenüber der Arena. Er soll mehr Zusammengehörigkeit der beiden Einrichtungen signalisieren.
Die Halle soll erweitert werden. Mit rund 6000 zusätzlichen Plätzen (auf 21.600) wäre die Arena in Birmingham eine der größten des Landes. Neben der Resorts World Arena befindet sich noch die etwa gleich große Arena Birmingham in der Stadt, beide werden von der NEC Group betrieben. Es soll ein Entwurf für den Ausbau von Populous vorliegen. Die Pläne der Arbeiten mit Kosten von 45 Mio. £ wurden zuvor beim Solihull Council eingereicht. Für den Umbau würde die Halle teilweise abgerissen. Die Sitzplatzzahl würde um 38 Prozent erhöht. Das neue Dach wird die Resorts World Arena um zehn Meter (32,8 Fuß) in die Höhe wachsen lassen.
Im Juni 2024 wurde bekannt, dass die Resorts World Arena am 1. September des Jahres in bp pulse LIVE, nach dem Gas- und Mineralölunternehmen BP, umbenannt wird.

## Galerie

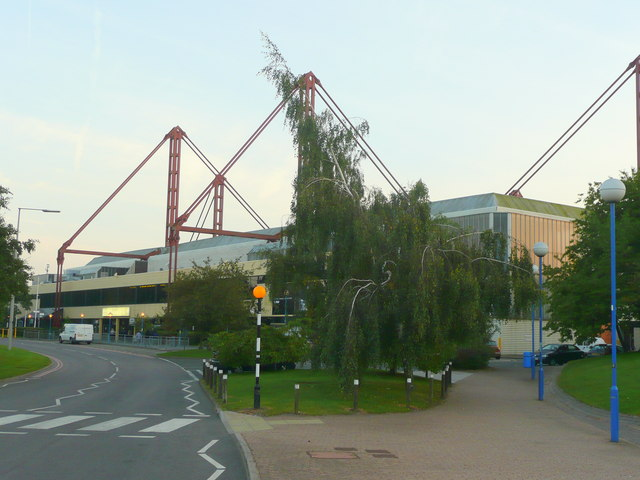
Die Dachkonstruktion wird von acht große Trägern gehalten (2008)
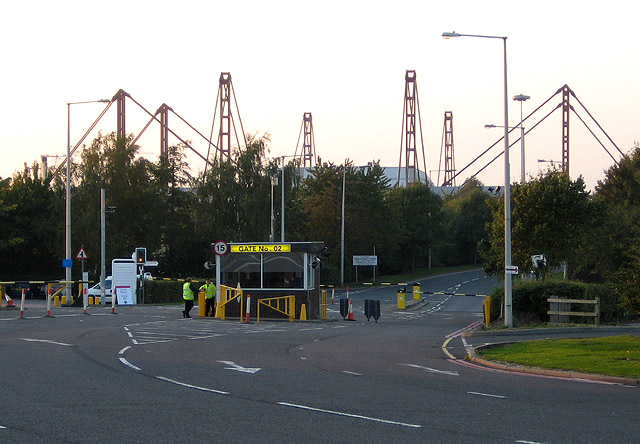
Die Konstruktion ist weithin sichtbar (2008)
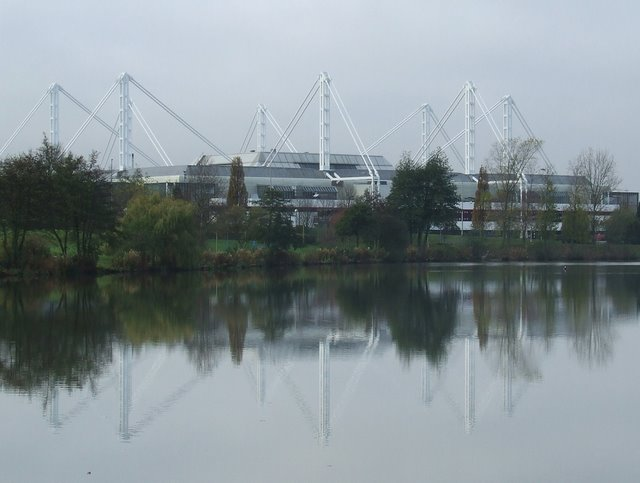
Die Arena über den Pendigo Lake fotografiert (2009)
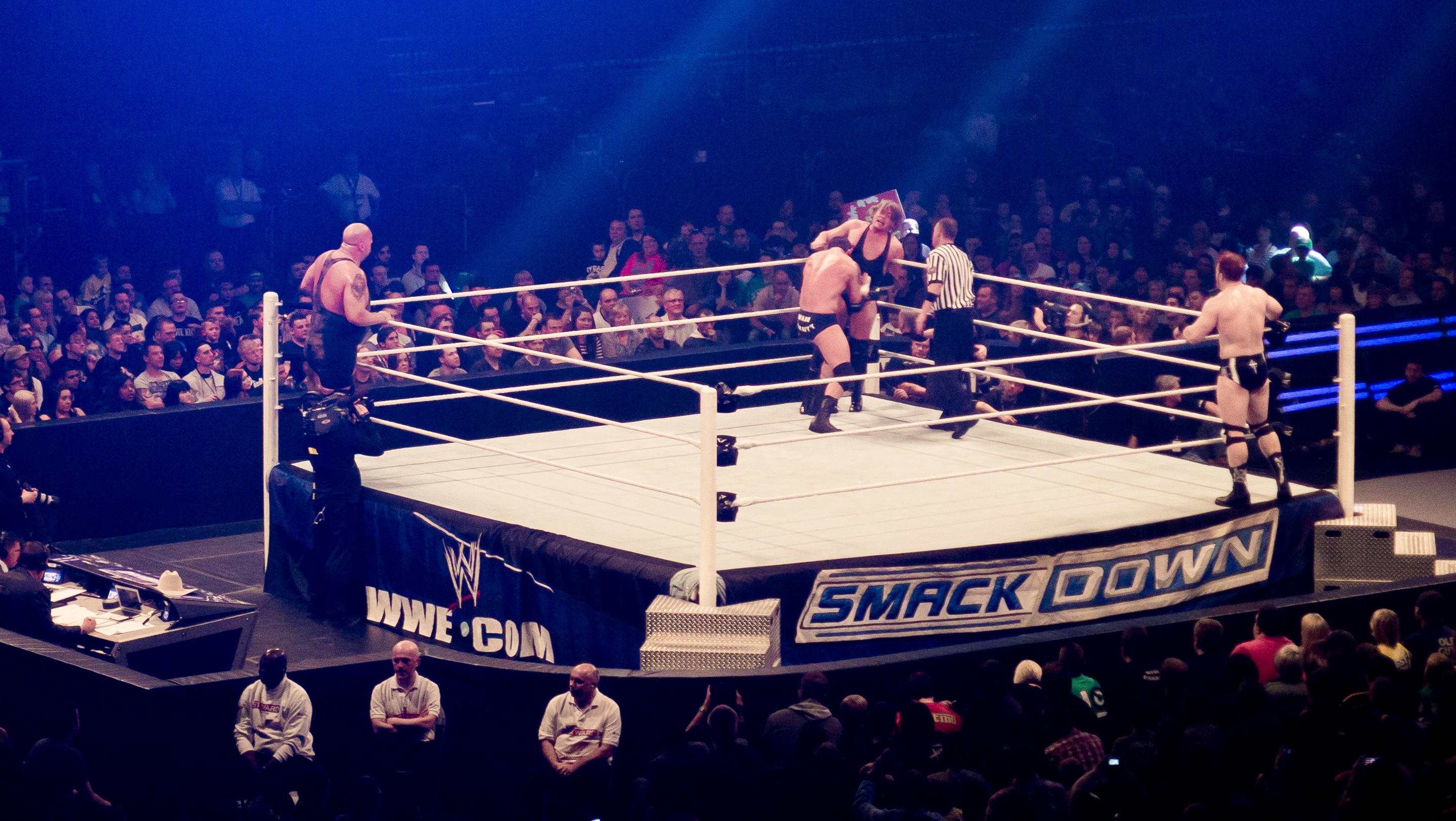
Die Wrestlingshow WWE SmackDown im November 2012 in der Arena mit Wade Barrett und Big Show gegen Sheamus und William Regal